# 高田あゆみ
高田 あゆみ（たかだ あゆみ、1984年10月20日 - ）は千葉県出身の振付師。元アイドル。

## 略歴
- 高校在学中、エイベックス・アーティストアカデミーに入所しダンスレッスンを受ける[1]。
- 2007年3月3日つんくプロデュース『キャナァーリ倶楽部』「CAN'S班」のメンバーとしてデビュー。
- 2009年3月1日『NICE GIRL プロジェクト! 2周年感謝祭』で正式にめがねキャラを卒業。
- 2015年、iDOL Streetによる新プロジェクト「Girls Street 2020」のクリエイター（振付師）に就任[2]。わーすたの振付を担当。

### プロフィール
- 特技：ダンス、習字（5段）、落語、耳のばし（耳で傘を持つ）、防災士認定
- 趣味：岩盤浴、散歩
- チャームポイント：耳が伸びる
- 好きな食べ物：梅干し、牛すじ、チャンジャ
- 嫌いな食べ物：セロリ、グリーンピース
- 好きな色：ピンク
- 好きなスポーツ：ドッジボール
- 得意な楽器：リコーダー

## 振付
- 乃木坂46
  - 日本テレビ『ノギザカスキッツ』コント振付
  - 日本テレビ『乃木坂スター誕生!』『乃木坂スター誕生LIVE』総合振付、ダンス指導
- 日向坂46
  - 日本テレビ『日向坂ミュージックパレード』総合振付、ダンス指導
- =LOVE
  - 日本テレビ『=LOVE×LOVE』ゲスト山本彩「レインボーローズ」振付
- ケツメイシ
  - クレヨンしんちゃん 主題歌『スーパースター』振付
- テレビ朝日『今日からヒットマン』

スピンオフドラマ『今日からラブリーマン』1話劇中ダンス振付監修
- a-nation island「IDOL NATION NEXT2014」 - ステージ演出・ダンス監修

【その他楽曲振付】
- 新ミニモニ。
- わーすた
- SUPER☆GiRLS
- キャナァーリ倶楽部
- 氷室衣舞（菅谷梨沙子/Berryz工房）
- THEポッシボー・小川真奈
- オクヒラテツコ（ペコ）
- PiiiiiiiN
- 春奈るな
- イケてるハーツ
- 純情のアフィリア
- エラバレシ

他多数振付

## 出演

### テレビ
- ISHIMARU DASH on TV（2007年5月18日 - 10月19日、エンタ!371）
- HOLLYx2☆POP☆TV+（2007年8月5日 - 10月21日、テレビ埼玉）
- 幹事さまぁ〜ず 女だらけの新年会やっちゃうのかよSP（2008年1月1日、日本テレビ）
- 浜ちゃんと!（2008年2月26日、読売テレビ / 2月27日、日本テレビ）
- 脳天イライラクイズ（2008年4月12日 - 、日本テレビ）
- うたなび!（2008年10月第1週 - 、TOKYO MX 他）
- どこよりも超スゴい!ギネス世界記録公認!びっくり超人100連発（2009年3月12日、フジテレビ） - 耳伸ばしでビニール傘を「持つ」実演にて出演。
- アッコにおまかせ!（2009年3月、TBS）
- キミハブレイク（2009年6月、TBS）
- ナイスガールGT（2010年7月2日 - 2011年3月29日、Music Japan TV)
- スパニチ!!『キョクターン』（2011年7月3日、TBS） - コロコロ（粘着カーペットクリーナー）好きの『コロドル』として出演
- スターキング（2011年10月15日、韓国SBS）
- 世間に飛び出せ!! バナナ藩（2012年8月、テレビ朝日）
- 世界1のSHOWタイム〜ギャラを決めるのはアナタ〜（2012年9月29日、日本テレビ）
- うたなび!（2013年4月・6月・8月、TOKYO MX）
- ラストアイドル（テレビ朝日）- 審査員として2017年9月から不定期出演
- ラストアイドル in AbemaTV（AbemaTV）- 審査員として出演
- す・またん（2019年6月、読売テレビ）
- 超問クイズ! 真実か?ウソか?（2019年8月、日本テレビ）
- 秒速エンタSHOWアッという間シアター（2020年4月、TBSテレビ）
- 世界進出！グローバルステージ（2020年12月、日本テレビ）
- シューイチ（2021年1月、日本テレビ）
- スクール革命（2021年9月、日本テレビ）
- 世界まる見え！テレビ特捜部（2022年日本テレビ）
- ネオバズ!～BUZZる!ネオバラ～『チョコブラ』（2022年テレビ朝日）
- 内村のツボる動画（2023年テレビ東京）
- ありえへん∞世界（2023年テレビ東京）

### 映画
- NICE GIRL ムービー! ブタ玉伝説（2008年）
- 篤姫ナンバー1（2012年4月7日）
- 闇金ウシジマくん （2012年8月25日、配給：S・D・P）マチャミン役

### ライブ
- 「キャナァーリ倶楽部ライブ2007夏～1st発表会“夏のカナリア”～」（2007年8月6日、ESPミュージカルアカデミー）
- 「キャナァーリ倶楽部ライブ～2nd発表会“春のカナリア”～」（2008年4月5日・6日、横浜アリーナサウンドステージ）
- 「キャナァーリ倶楽部ライブ2008春～横浜キャナリアダイヤモンド～」（2008年4月5日・6日、横浜アリーナサウンドホール）
- 「ナイスガールプロジェクト!2008SUMMER LIVEミラクルセクシーダイナマイト」（2008年8月9日、東京厚生年金会館 / 8月12日、大阪厚生年金会館芸術ホール / 8月13日、名古屋ダイアモンドホール）
- 「ナイスガールプロジェクト!2009SUMMER LIVE～ナイスバケーション!～」（2009年8月22日、横浜BLITZ）
- 「ナイスガールプロジェクト!チャレンジライブ」（2009年6月14日・11月1日・12月25日・2010年3月21日）
- 「ナイスガールプロジェクト!ホームパーティーライブ」（2010年4月29日・6月27日）
- 「ナイスガールプロジェクト!ホームパーティーライブ」（2010年3月 - 9月、東京 / 大阪 / 名古屋 / 水戸 / 福島）
- 「NGP!セプテンバーLIVE～品ステコレクション～」（2010年9月4日、品川ステラボール）

### 舞台
- つんく♂THEATER 第四弾『あぁ 女子合唱部〜栄光のかけら〜』（2007年9月22日 - 24日）
- つんく♂THEATER 第五弾第一部『青春グラフィティ〜ねえ お姉さん〜』第二部「ライブショー～新春NICE GIRLショー」（2008年1月2日 - 14日）
- つんく♂THEATER 第六弾『あぁ 女子合唱部〜栄光のかけら2008〜』（2008年9月13日 - 15日）
- つんく♂THEATER 第七弾『ヒーローの事情』（2009年1月10日 - 12日）
- TWIN-BEAT プロデュース 『アロマ』（2009年3月18日 - 22日） - 松井友里絵とダブルキャスト
- つんく♂THEATER 第八弾『スターはつらいよ』（2010年1月9日 - 11日）
- つんく♂THEATER第九弾～めちゃモテ劇場～「めちゃモテ委員長VSめちゃモテ反対委員会ですわっ!」（2011年1月6日 - 10日、六行会ホール） - MM学園 OG あゆべえ 役
- 美少女コメディ倶楽部 第1回公演「入学金無料! 授業料無料! 私立グリグリ学園」（2012年5月4日 - 6日、新宿文化センター　小ホール） - あゆみ 役
- 企画演劇集団ボクラ団義『ハンズアップ』（2012年5月23日 - 6月3日）
- アリスインプロジェクト「時空警察ヴェッカーχ 彷徨のエトランゼ[3]」（2012年6月20日 - 24日、新馬場・六行会ホール）
- アリスインプロジェクト「ダウト! 国立公安女子校[4]」（2012年10月25日 - 28日、銀座・博品館劇場）
- サイバラ演劇祭「女の子ものがたり」（2013年7月31日 - 8月4日）

## 注
1. ↑  “avex artist academy”.   高田あゆみオフィシャルブログ (2012年3月19日). 2014年5月10日閲覧。
2. ↑  “iDOL Streetが新プロジェクト立ち上げ、東京五輪に向けて"女子のパワー"発信！”. エンタメNEXT (徳間書店). (2015年1月14日) 2015年2月7日閲覧。
3. ↑  舞台「時空警察ヴェッカーχ・彷徨のエトランゼ」でアイドルが壮絶アクション! GirlsNews 2012年6月21日
4. ↑  ぱすぽ☆・アイドリング!!!のメンバーが舞台「ダウト! 国立公安女子校」で夢の競演! 嘘をついてるのは? GirlsNews 2012年10月15日